# Loyauté communautaire
En droit de l'Union européenne, le principe de la loyauté communautaire se voit consacré à l’article 4 §3 (TUE), sa signification exacte ayant été fortement discutée en doctrine : 
- Pour certains cet article ne serait que la transposition communautaire du principe international pacta sunt servanda, et plus exactement du principe international de bonne foi (BF), en vertu duquel l’État s’abstient de tout acte qui réduirait à néant l’objet et le but de ses engagements internationaux, une règle classique.

- Pour d’autres au contraire, il constitue la reprise d’un principe d’organisation fédérale notamment consacré en droit allemand, le principe de Bundestreue, de loyauté fédérale qui signifie la double allégeance des États fédérés et instances fédérales à l’idée même de coopération, les deux niveaux de pouvoirs devant s’épauler mutuellement. A l’heure actuelle le principe posé par le traité se rapproche davantage de l’idée de loyauté, dépassant le principe de bonne foi.

## Le contenu du principe
1. Le principe se décompose en 2 types d’obligations : négatives et positives, de résultat et de moyen
- 2 obligations positives
- 1 obligation négative : les États doivent s’abstenir de toute mesure susceptible de mettre en péril la réalisation des buts du traité. Équivalent du principe international de bonne foi.

Les États se voient soumis à une obligation de résultat : ils doivent prendre toute mesure générale ou particulière propre à assurer l’exécution des obligations découlant du traité ou résultant des actes des institutions
Une obligation de moyen : les États doivent également faciliter à la communauté l’accomplissement de sa mission. 
2. CJCE 9/12/97 Guerre des fraises, CJCE 5/05/81 COMMISSION c/ UK, CJCE 3/01/04 KUHNE ET HEINTZ
Il ressort donc du texte qu’une simple inertie peut constituer un manquement au droit communautaire, les États n’ont pas simplement accepté de s’y soumettre, ils doivent tenir un engagement actif, pas simplement tenus d’adopter les mesures d’application requises par une directive ou un règlement, le cas échéant il leur appartient d’agir spontanément, en vertu de leur propre initiative, sans que les institutions aient besoin de les y inviter, du moins lorsqu’il existe une obligation à leur charge. 
Illustration très nette dans l’affaire de la guerre des fraises, jugée par la CJCE le 9/12/97, COMMISSION C/ France, où la cour combine l’article 10 et l’article 28 du TCE relatif à la libre circulation des marchandises pour condamner la France du fait qu’elle n’a pas pris des mesures de police nécessaires pour empêcher que les agriculteurs français bloquent très régulièrement les transports de primeurs en provenance d’Espagne. L’article 28 interdit les restrictions quantitatives ou mesures équivalentes, ici la CJCE va plus loin. 
De même le principe de coopération loyale justifie que les États puissent intervenir dans un domaine de compétence communautaire exclusif, lorsque les mesures requises ne peuvent pas être adoptées en temps utile sur une base communautaire, en ce sens CJCE, 5/05/81 COMMISSION /UK, affaire dans laquelle la CJCE a reconnu l’existence d’une compétence exclusive à la communauté, la communauté ne l’ayant pas exercé, on risquait de se trouver dans le cadre d’un vide juridique, les États peuvent substituer leur action à la communauté en tant que garants de l’IG. 
Dans un arrêt du 3/01/04 KÜHNE et HEINTZ, la CJCE a considéré qu’une autorité administrative devait réexaminer une décision devenue définitive, si à la lumière d’un renvoi préjudiciel postérieur, il s’avérait que cette décision repose sur une interprétation erronée du droit communautaire, pour autant que le droit national lui donne la possibilité de revenir sur sa position initiale. Même si la décision administrative est devenue définitive, l’autorité des décisions préjudicielles et le devoir de loyauté font obligation à l’administration de revoir sa position pour se mettre en conformité avec la CJCE, ce qui limite considérablement l’autonomie procédurale des États. Ces obligations sont d’autant plus contraignantes que leur champ d’application est relativement large.

## Le champ d’application du principe
1. Le devoir de coopération loyale s’impose en toute circonstance aux États 
Dans l’exercice de leurs compétences retenues, aussi bien que dans l’exercice de leurs compétences concurrentes, sachant qu’il revêt une importance particulière lorsqu’en vertu du principe de subsidiarité la communauté a renoncé à intervenir.
2. S’impose à toute autorité nationale, CJCE KAPFERRER 2006
D’un point de vue rationae materiae, le devoir de coopération loyale s’impose à toute autorité nationale, quelle que soit sa nature, pouvoir législatif, gouvernement, administration mais aussi juridictions nationales dans leur champ de compétence.
Le principe peut connaître des adaptations par rapport à la jurisprudence Kühne, on peut citer l’arrêt KAPFERRER de 2006, au nom de la sécurité juridique, la CJCE récuse l’idée que le juge national serait soumis au même devoir de réexamen qu’une autorité administrative, une telle décision définitive n’ayant pas à être reconsidérée même si elle repose sur une interprétation erronée du droit communautaire, dans un souci de préserver l’autorité de la chose jugée.
3. Dans tous les piliers, art 10 TCE, art 11§2 TUE, CJCE 16/06/05 PUPINO
Ce principe de coopération loyale ne s’impose pas que dans le 1er pilier mais trouve un écho dans le cadre de la PESC à l’article 11 § 2 du TUE, les États membres appliquent activement et sans réserve la PESC, dans un esprit de loyauté et de solidarité mutuelle.
La CJCE a affirmé dans un arrêt du 16/06/05 PUPINO, que le principe de coopération loyale s’imposait également dans le domaine de la coopération judiciaire en matière pénale et de la coopération policière, bien que le traité ne le prévoie pas expressément.